# Národní park Denali
Národní park Denali (Denali National Park and Preserve) se nachází ve vnitrozemí Aljašky a zahrnuje Denali (Mount McKinley), nejvyšší horu Severní Ameriky. Park má spolu s okolní chráněnou oblastí rozlohu 24 585 km2, což jej činí třetím největším národním parkem USA.

## Základní informace

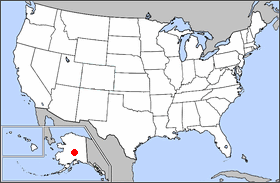
Poloha národního parku

Slovo „Denali“ znamená v původním athabaském jazyku „velký“ a vztahuje se k hoře, v minulosti známé jako Mount McKinley. Ta byla pojmenovaná v roce 1897 podle 25. prezidenta USA Williama McKinleyho, a to přesto, že sám McKinley nemá s touto oblastí nic společného.
Přestože se park jmenuje Denali, důvodem jeho vzniku byla ochrana místních živočichů a nikoliv stejnojmenný vrch. Přírodovědec, myslivec a ochránce přírody Charles Sheldon se po své první návštěvě této oblasti v roce 1906 začal zajímat o zdejší ovce aljašské. Jelikož v té době byl lov zvěře na Aljašce oblíbený, hrozilo ovcím, ale i dalším savcům žijícím v této oblasti, úplné vyhubení. Po dalších dvou návštěvách v letech 1907 a 1908 oficiálně požádal obyvatele Aljašky a Kongres Spojených států amerických o zřízení rezervace pro ovce aljašské. Park byl založen 26. února 1917 pod názvem Národní park Mount McKinley (Mount McKinley National Park). Ironií je, že do rozlohy parku původně spadala jen část hory, dokonce sem nepatřil ani její vrchol. V roce 1976 byl park označen za mezinárodní biosférickou rezervaci. Prezident Jimmy Carter vyhlásil 1. prosince 1978 oblast okolo Mount McKinley za samostatnou chráněnou přírodní oblast Denali.
Už od vzniku parku byl jeho název, Národní park Mount McKinley, předmětem kritiky místního obyvatelstva. 2. prosince 1980 byl Národní park Mount Kinley sloučen s chráněnou oblastí Denali v Národní park Denali. Ve stejné době aljašská rada pro geografické názvy změnila název hory zpět na Denali, a to navzdory tomu, že rada pro geografické názvy USA zachovávala název Mount McKinley.
Na území parku se v nižších nadmořských výškách nachází zejména lesy, včetně listnatých tajg, ve středních nadmořských výškách převládá tundra a ve vysokých nadmořských výškách ledovec, skály a sníh. V současnosti park navštíví ročně více než 400 000 návštěvníků. K oblíbeným letním aktivitám patří pozorování divokých zvířat, turistika a horolezectví. V zimě je možné se svést na psím spřežení, sněžném skútru nebo si zaběhat na běžeckých lyžích. Parkem vede jediná štěrková komunikace, po které je možné dojet asi 25 km od brány parku k řece Savage. Doprava na dalším úseku už je možná pouze autobusy provozovanými společností patřící místní indiánské komunitě.

## Fauna

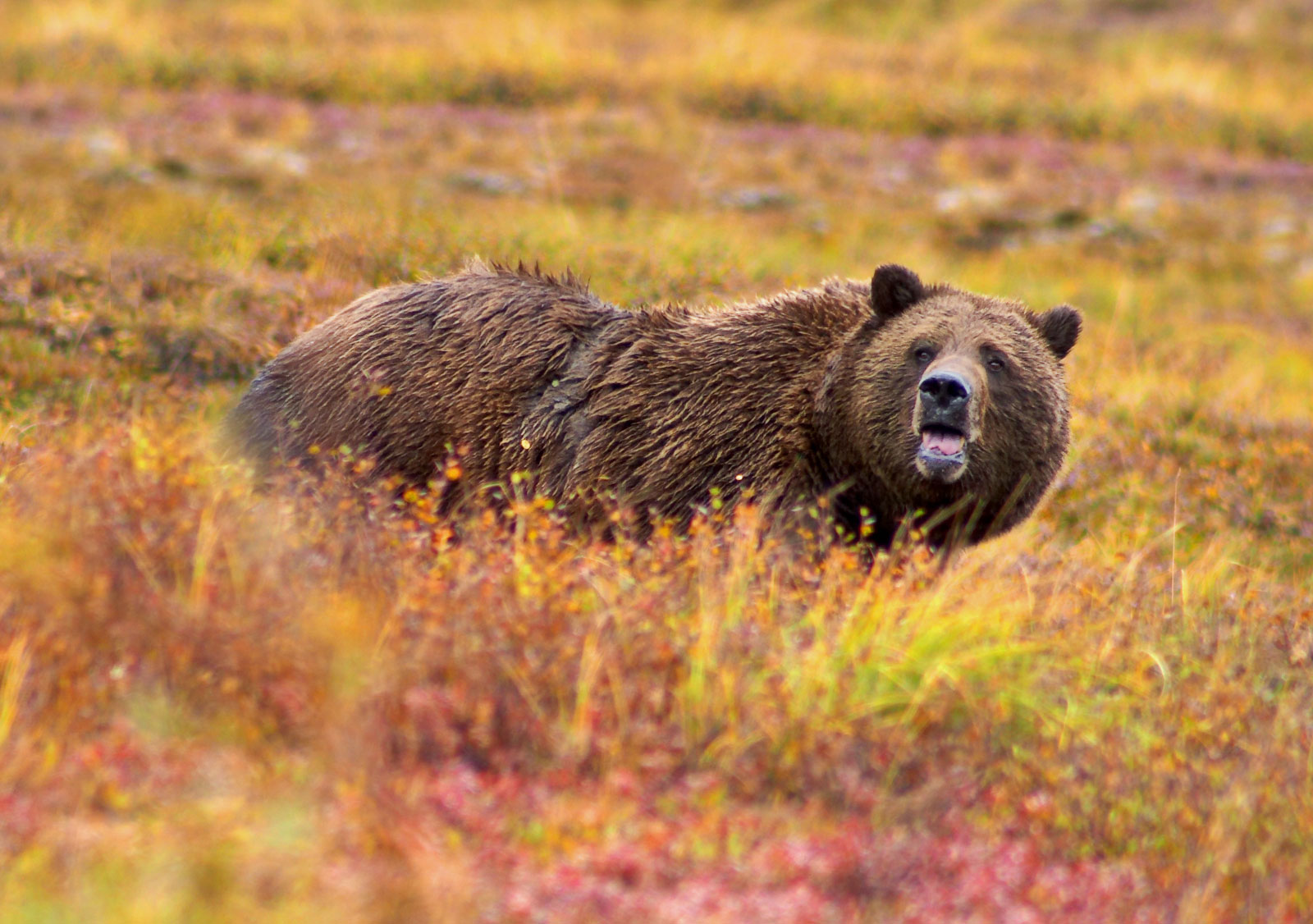
Medvěd grizzly

V Denali žijí mnozí aljašští ptáci a savci. Je zde možné spatřit stáda soba polárního (karibu), vyskytuje se zde také populace medvěda grizzlyho a medvěda baribala. Na horských svazích žije ovce aljašská, při jezírkách a mokřinách zase los aljašský krmící se vodními rostlinami. Navzdory lidským zásahům je možné v této oblasti stále najít nory vlka obecného. V hojných počtech je možné pozorovat i menší zvířata, jako například sviště aljašského, sysla Parryova, bobra kanadského, pišťuchu piku a zajíce měnivého. V parku také žijí lišky, rysové, sobolové američtí a rosomáci sibiřští.
Park je známý i svou populací ptáků. Mnohé migrující druhy se v parku zdržují koncem jara a v létě. Je možné zde zpozorovat brkoslavy, bělořity, budníčka severního, hýla křivčího a taktéž bělokury a labuť malou. Z dravců jmenujme různé druhy sov a sokolů, například raroha loveckého či orla skalního.
V místních vodách žije 10 druhů ryb včetně pstruhů, lososů a lipanů severních (thymallus arcticus). Protože jsou ale mnohé řeky a jezera v Denali napájeny vodou z ledovců, ledovcové nánosy a chlad zpomalují metabolizmus ryb a ty tak nedorůstají své obvyklé velikosti. V parku Denali se vyskytuje jen jeden druh obojživelníka, skokan lesní (rana sylvatica), který žije v blízkosti jezer.
Zaměstnanci parku se neustále snaží, aby „divoká zvěř zůstala opravdu divoká“, což v praxi znamená omezení lidského vlivu na minimum. Krmení zvířat je přísně zakázáno, neboť by mohlo způsobit změnu jejich stravovacích návyků. Návštěvníci jsou též žádáni, aby zvířata pozorovali z bezpečné vzdálenosti. Ač žije v parku mnoho medvědů, díky seznamování návštěvníků s preventivními opatřeními a používání speciálních nádob na potraviny se podařilo výrazně snížit počet nebezpečných střetnutí. Některé části parku, hlavně oblasti vlčích a medvědích nor a zóny lovu těchto šelem, bývají často uzavřené kvůli zvýšené aktivitě zvířat; uzávěry se v průběhu roku mění. Díky společné snaze zaměstnanců a návštěvníků parku se Národní park Denali stal vyhledávaným místem pro pozorovaní divoké přírody.

## Flóra

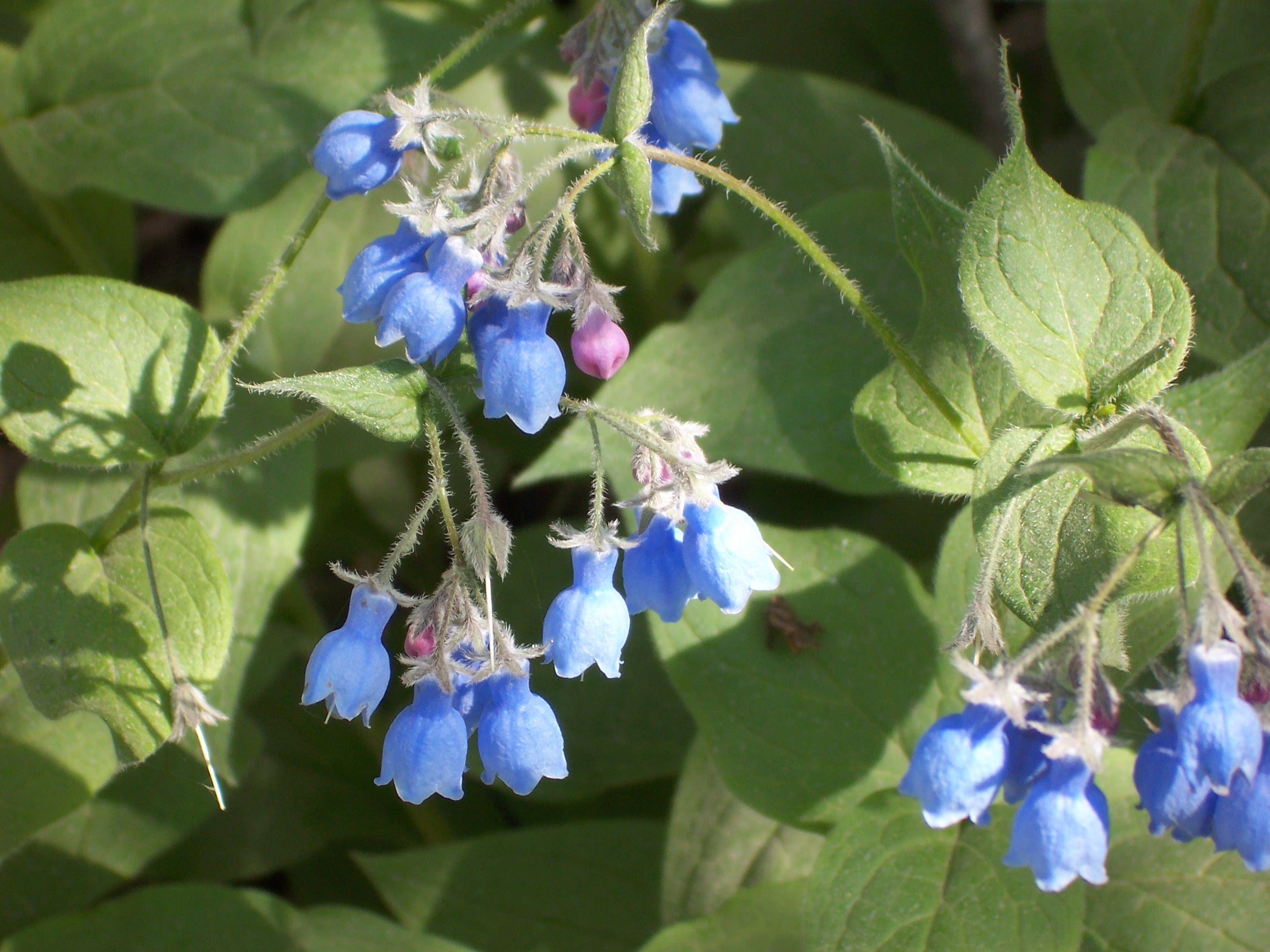
Flóra parku Denali

Aljašský hřbet, který se táhne celým územím parku, vytváří v Denali zajímavé ekosystémy. Protože se tektonický stupeň (pomyslná čára dělící pevninské skalní podloží od pobřežních naplavenin) v této oblasti nachází jen ve výšce asi 760 metrů nad mořem, je lesní porost v parku dosti řídký. Minerální složení půdy, její teplota a celkový nedostatek půdní hmoty způsobují, že na úpatích hor nejsou vhodné podmínky pro růst stromů, a tak většina místních stromů a keřů nedosahuje plné velikosti. Vyskytují se zde zejména smrky a vrby.
Většinu území parku pokrývá tundra. Na vrstvě rozdrobených skal, které se po tisíce let hýbaly spolu s ledovci, se usazují vrstvy ornice. Tu rychle pokrývají mechy, houby, kapradí a tráva; v místech, kde je tundra mokrá, se na chomáčích trávy často uchytí i řasy. Dobře se zde také daří borůvkám a šeferdiím (Shepherdia canadensis), které tvoří hlavní složku potravy zdejších medvědů.
V parku je možné najít více než 450 druhů kvetoucích rostlin. Pohled na údolí plné kvetoucích zlatobýlů, zvonků, hořců, vlčího bobu a typické vrbovky úzkolisté (Epilobium angustifolium) je oblíbeným motivem pohlednic a uměleckých děl.